# Wielka Bułgaria

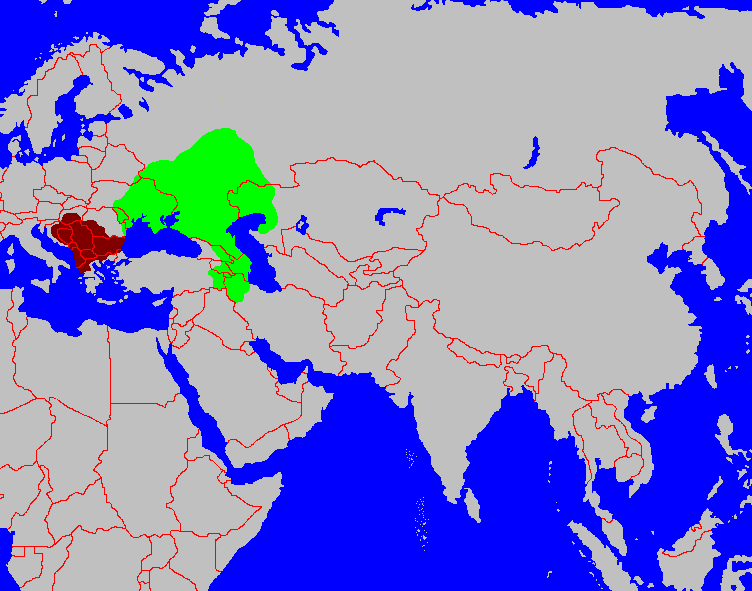
Wielka Bułgaria w 650–922 r. (na zielono)

Wielka Bułgaria w 632–ok. 671

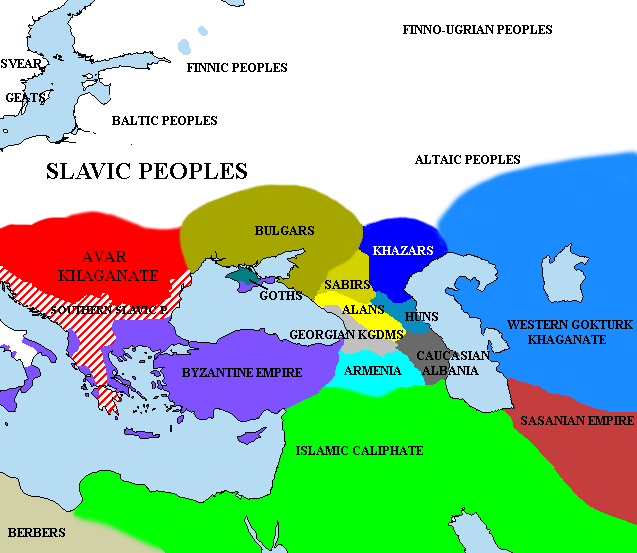
Wielka Bułgaria w ok. 650 r. na tle innych państw

Wielka Bułgaria (t. Stara Bułgaria) – ziemie między Dnieprem a Kubaniem, zamieszkane przez plemiona bułgarskie. 
Nazwa „Wielka Bułgaria” została nadana tym ziemiom w VIII wieku przez historyków bizantyjskich Teofanesa i Nicefora dla odróżnienia od utworzonego po 680 roku państwa bułgarskiego na południe od Dunaju. 
W dziełach obydwu greckich historyków Wielka Bułgaria jest przedstawiana jako stara i ustalona potęga, co wydaje się wskazywać, że Bizantyjczycy używają tej nazwy na oznaczenie ziem na północ od Morza Czarnego na przestrzeni całych dziejów Bułgarów w tym rejonie. Idąc za tą tradycją, część współczesnych historyków stosuje termin „Wielka Bułgaria” na określenie ziem zamieszkiwanych przez Bułgarów na północ od Morza Czarnego w okresie od VI do połowy VII wieku. Wedle drugiej koncepcji termin „Wielka Bułgaria” określa państwo powołane do istnienia przez chana Orchana, a przeżywające okres największej świetności za panowania jego następcy, Kubrata, a zatem dotyczy jedynie I połowy VII wieku.

## Zasięg terytorialny
Teofanes i Nicefor wyliczają na terenach położonych na północ od Morza Czarnego i Azowskiego trzy główne plemiona bułgarskie:
- Kutigurów, którzy zamieszkiwali ziemie położone na zachód od Donu,
- Utigurów, mieszkających na wschód od Kutigurów, między Donem i Kubaniem,
- Onogurów, których siedziby znajdowały się jeszcze dalej na wschód nad Kubaniem.

## Wielka Bułgaria w VI wieku
Począwszy od VI wieku na terenach zamieszkanych przez Bułgarów, obejmujących stepy północnokaukaskie, Kubań i znaczne obszary dzisiejszej Ukrainy, powstają pierwsze organizmy państwowe. Głównym miastem Wielkiej Bułgarii była Fanagoria (obecnie Taman) nad Morzem Azowskim. Bizantyjczycy bacznie śledzili rozwój Wielkiej Bułgarii oraz innych na wpół barbarzyńskich potęg na północy Morza Czarnego. Historyk Zachariasz Scholastyk, biskup Mitylene (536–553), wspomina o misjach prowadzonych w tym rejonie dla nawracania Bułgarów i Hunów i o nawróceniu władającego na Krymie huńskiego księcia Groda.
Aktywność Cesarstwa w tym regionie Europy nie uchroniła Bizancjum przed długim okresem najazdów bułgarskich. Poczynając od 499, kiedy to Bułgarzy po raz pierwszy najechali Trację, co kilka lat miały na Bizancjum spadać najazdy. Dla obrony stolicy przed Bułgarami cesarz Anastazjusz (491–518) wzniósł wokół Konstantynopola „długie mury”. W 517 Bułgarzy dotarli aż do Termopil. Byli w oddziałach zbuntowanego generała bizantyjskiego Witaliana, który trzykrotnie, wspierany przez flotyllę łodzi, docierał do długich murów Konstantynopola, aż ostatecznie został odparty. W 529 najechali Dobrudżę, Mezję i Bałkany po Trację, w 530 Ilirię, w latach 539–540 dotarli aż do Konstantynopola, wtargnęli do Grecji i przeprawili się do Azji Mniejszej. W 545 cesarz Justynian, próbując wzmocnić system obrony przed Bułgarami, obdarował słowiańskich Antów ziemią na lewym brzegu Dunaju i nadał status foederati dla obrony przeciw Bułgarom. Zezwolił również osiedlić się w Tracji części Kutigurów. Aktywna polityka Cesarstwa w rejonie Morza Czarnego, w tym okresie sprawiła, że dotarły do nas imiona ówczesnych chanów bułgarskich: chanem Kutigurów był około połowy VI wieku Zabergan, a chanem Utigurów – Sandal. Cesarz próbował uwolnić się od niebezpieczeństwa bułgarskiego przez wywołanie wojny pomiędzy nimi. Ostatecznie skłócił obydwu władców, posyłając Sandalowi bogate dary, a pomijając Zabergana. Pomimo jednak wojny jaka wybuchła pomiędzy dwoma państwami, Zabergan najechał w 559 Cesarstwo i obległ Konstantynopol, który z najwyższym trudem obronił stary wódz Belizariusz.

## Pod panowaniem Awarów i Turkutów
Kres najazdom bułgarskim na Konstantynopol położyło pojawienie się w następnych latach nad Morzem Czarnym Awarów, którzy podbili zachodnie plemię Kutigurów. Jednocześnie znajdujące się bardziej na wschód państwo Utigurów zostało podbite przez Turkutów, którzy na przeciąg dwóch pokoleń utworzyli imperium od Turkiestanu po Don. Utigurowie pod panowaniem Turkutów wielokrotnie wzniecali powstania, w których wielu Bułgarów utraciło życie. Natomiast Kutigurowie w znacznej liczbie wywędrowali wraz z Awarami najpierw nad dolny Dunaj, a ostatecznie, gdy Longobardowie w 568 opuścili Panonię, do Panonii.

## Szczyt potęgi
Bułgarzy odzyskali władzę nad swoimi ziemiami w pierwszej połowie VII wieku, gdy zaczął słabnąć kaganat Awarów, a wielki kaganat zachodnioturecki chylił się ku upadkowi. W procesie tym wiodącą rolę odegrał związek plemienny Onogurów, zwany też Hunno-Gundurami. Zjednoczenia Onogurów albo lepiej, idąc za etymologią nazwy Onogurów – 10 sprzymierzonych plemion, utworzenia związku, dokonał w początkach VII wieku chan Orchan z rodu Dulo. On to prawdopodobnie przybył w 619 wraz z rodziną i licznym orszakiem do Konstantynopola, gdzie został z wielkimi honorami przyjęty przez cesarza Herakliusza. Przyjął chrzest i otrzymał honorowy tytuł patrycjusza. Do swego kraju powrócił jako przyjaciel i sprzymierzeniec Cesarstwa w walce z Awarami.
Następcą Orchana i twórcą największej potęgi Wielkiej Bułgarii był jego bratanek Kubrat (Kurt). „Imiennik chanów protobułgarskich” wymienia, przed wstąpieniem na tron Kubrata, jeszcze jednego władcę, rządzącego dwa lata syna namiestnika, Gostuna. Według tradycji Kubrat wychował się na dworze bizantyjskim w Konstantynopolu, być może jako zakładnik, co było częstym obyczajem w tamtych czasach, i tam przyjął chrześcijaństwo. Kubrat zerwał więzy zależności od Turkutów, w 635 pokonał Awarów i rozszerzył obszar swego państwa o plemiona zależnych dotąd od Awarów Kutigurów. Stworzone przez niego państwo objęło ziemie zamieszkane przez Bułgarów od Kubania do Dniepru. W okresie swoich rządów Kubrat pozostawał w przyjaznych stosunkach z Bizancjum cesarza Herakliusza, a potem jego syna Konstansa II. Współczesny wielkiego króla z dynastii Sassanidów Jezdegerda III (632–651) utrzymywał też żywe kontakty polityczne i kulturalne z Iranem. O rozmachu jego polityki świadczą stosunki handlowe i dyplomatyczne z wielkimi stolicami Chorezmu i Sogdiany w Azji Centralnej.

## Rozpad Wielkiej Bułgarii
Po śmierci Kubrata jego wielkie państwo rozpadło się około 660 roku pod uderzeniem Chazarów. Wedle relacji Teofanesa i Nicefora synowie Kubrata, każdy na czele części swego ludu, wybrali różne drogi:
- najstarszy Batbajan (Bajan) pozostał na ziemiach dawnej Wielkiej Bułgarii i przyjął zwierzchnictwo chazarskie,
- młodszy Kotrag uszedł w górę Donu,
- trzeci Asparuch przeszedł przez Dniepr i rozłożył się czasowo ze swymi ludźmi między Dnieprem a Dunajem,
- czwarty syn, Kubrat, identyfikowany przez część historyków z Kuberem, przeszedł przez Karpaty i osiedlił się w Panonii jako poddany kagana Awarów,
- piąty, nieznany z imienia, dotarł ze swym plemieniem do Italii i osiedlił się w pobliżu Rawenny jako poddany cesarza bizantyjskiego.

Potomkowie Bułgarów, którzy wraz z Batbajanem poddali się zwierzchnictwu chazarskiemu, dali z czasem początek społeczności nazywanej „Bułgarią Wewnętrzną”. Społeczność ta żywa była jeszcze w X wieku. W ruskich i bizantyjskich źródłach z tego czasu ludność zamieszkująca część wcześniejszej „Bułgarii Wewnętrznej” zaczyna być wówczas określana jako „czarni Bułgarzy”.
Imię Kotrag, które przypisują źródła bizantyjskie drugiemu synowi Kubrata, jest najwyraźniej imieniem pochodzącym od nazwy plemienia Kutigurów, którzy zaznaczając swoją niezależność, gdy śmierć Kubrata wyzwoliła ich spod jego władzy, usunęli się na północ wzdłuż Wołgi. Pod koniec VII wieku dotarli do środkowej Wołgi w miejsce, gdzie wpada do niej Kama i tam założyli w X wieku państwo Bułgarię Kamską. Współcześni Czuwasze i Tatarzy kazańscy sporo zawdzięczają pod względem etnicznym i kulturalnym tej grupie ludów bułgarskich
Bułgarzy Asparucha po klęsce wyprawy bizantyjskiej przekroczyli w 680 roku Dunaj i na ziemiach położonych na południe od Dunaju utworzyli w następnych latach państwo bułgarskie.
Bułgarzy Kubera przeszli przez Panonię i Dalmację i ostatecznie po połączeniu z plemionami łacińskojęzycznymi i Słowianami osiedlili się około 670 roku w Macedonii, w granicach Cesarstwa Bizantyjskiego.